# Pestalotia cocculi
Pestalotia cocculi är en svampart som beskrevs av Guba 1961. Pestalotia cocculi ingår i släktet Pestalotia och familjen Amphisphaeriaceae.   Inga underarter finns listade i Catalogue of Life.